# Luzula fallax
Luzula fallax là một loài thực vật có hoa trong họ Juncaceae. Loài này được Kirschner mô tả khoa học đầu tiên năm 1991.